# Campeonato Internacional de Tênis de Campinas 2021
Il Campeonato Internacional de Tênis de Campinas 2021 è stato un torneo maschile di tennis giocato sulla terra rossa. Era l'11ª edizione del torneo, facente parte della categoria Challenger 80 nell'ambito dell'ATP Challenger Tour 2021. Si è giocato alla Sociedade Hípica de Campinas di Campinas, in Brasile, dal 15 al 21 novembre 2021.

## Partecipanti

### Teste di serie
| Nazionalità | Giocatore             | Ranking* | Testa di serie |
| ----------- | --------------------- | -------- | -------------- |
| Argentina   | Federico Coria        | 70       | 1              |
| Spagna      | Jaume Munar           | 89       | 2              |
| Argentina   | Juan Manuel Cerúndolo | 91       | 3              |
| Brasile     | Thiago Monteiro       | 95       | 4              |
| Uruguay     | Pablo Cuevas          | 97       | 5              |
| Colombia    | Daniel Elahi Galán    | 102      | 6              |
| Argentina   | Sebastián Báez        | 111      | 7              |
| Argentina   | Francisco Cerúndolo   | 112      | 8              |

* Ranking all'8 novembre 2021.

### Altri partecipanti
I seguenti giocatori hanno ricevuto una wild card per il tabellone principale:
- Matheus Bueres
- Gustavo Heide
- Gilbert Klier Júnior

I seguenti giocatori  sono entrati in tabellone come alternate :
- Orlando Luz
- Matheus Pucinelli de Almeida

I seguenti giocatori sono passati dalle qualificazioni:
- Nicolás Álvarez
- Nicolás Álvarez Varona
- Johan Nikles
- Santiago Fa Rodríguez Taverna

## Punti e montepremi
| Torneo    | Torneo              | V     | F     | SF    | QF    | 2T  | 1T  | Q | Q2  | Q1  |
| Singolare | Punti               | 80    | 48    | 29    | 15    | 7   | 0   | 4 | 2   | 0   |
| Singolare | Premi in denaro ($) | 7 200 | 4 240 | 2 510 | 1 460 | 860 | 520 | – | 260 | 130 |
| Doppio    | Punti               | 80    | 48    | 29    | 15    | –   | 0   | – | –   | –   |
| Doppio    | Premi in denaro ($) | 3 100 | 1 800 | 1 080 | 640   | –   | 360 | – | –   | –   |

## Campioni

### Singolare
Sebastián Báez ha superato in finale  Thiago Monteiro con il punteggio di 6–1, 6–4.

### Doppio
Rafael Matos /  Felipe Meligeni Alves hanno superato in finale  Gilbert Klier Júnior /  Matheus Pucinelli de Almeida con il punteggio di 6–3, 6–1.